# 野上貴俊
野上 貴俊（のがみ たかとし、1986年5月26日 - ）は、元ラグビー選手。ヤクルトレビンズに所属していた。
合同会社フォーキャッシュの代表社員で、 合同会社アモサを兼任。
主にインターネットにおけるマーケティングやクリエイティブに携わる活動を複数の法人組織にて行っている。

## プロフィール
- 埼玉県深谷市出身。
- ポジションはセンター・スリークォーターバック (CTB)。
- 身長 177cm、体重 89kg
- U19日本代表に選ばれたことがある[3]。

## 来歴
2005年、埼玉県立深谷高等学校卒業後、明治大学
に加入。へ入学。明治大学時代の同級生には山本紘史、土井貴大らがいる。
2009年、明治大学卒業後、ヤクルトレビンズ
に加入。
2018年、現役引退。
2020年2月、合同会社フォーキャッシュ設立。
2021年6月、明治大学ラグビー部時代のチームメート金澤章太と共同で合同会社アモサ設立。
31歳で独立後、WEBサイト構築を中心とした業務、プログラムを活用したSEO対策の事業を行う。
現在は合同会社フォーキャッシュの代表を務める傍ら、様々な法人との取り組み・支援を行っている。

## 職歴
合同会社フォーキャッシュ：代表社員
合同会社アモサ：役員

## 講演・セミナー
- 2019年12月8日 ブログ×投資で始める初心者の資産運用術[7]

## 動画配信
- モノグサDIY[8]